# STS-61-C
La STS-61-C è una missione spaziale del Programma Space Shuttle.

## Equipaggio
- Robert L. Gibson (2) - Comandante
- Charles F. Bolden (1) - Pilota
- Franklin Chang-Diaz (1) - Specialista di missione
- Steven A. Hawley (2) - Specialista di missione
- George D. Nelson (2) - Specialista di missione
- Robert Cenker (1) - Specialista del carico
- Bill Nelson (1) - Specialista del carico

Tra parentesi il numero di voli spaziali completati da ogni membro dell'equipaggio, inclusa questa missione.

## Parametri della missione
- Massa:
  - Navetta al lancio: 116121 kg
  - Navetta in rientro: 95325 kg
  - Carico utile: 14724 kg
- Perigeo: 331 km
- Apogeo: 338 km
- Inclinazione orbitale: 28,5°
- Periodo: 1 ora, 31 minuti, 12 secondi